# Attagenus ruficollis
Attagenus ruficollis là một loài bọ cánh cứng trong họ Dermestidae. Loài này được Christofori & Jan miêu tả khoa học năm 1832.